# La Scamiciata
La Beata Vergine del Pozzo, protettrice di Fasano assieme a S. Giovanni Battista, fu ritenuta l'artefice della vittoria sui Turchi. Il nome deriva dal ritrovamento della Sacra Immagine durante i lavori di costruzione di un pozzo, attualmente presente all'ingresso del Santuario. Alcuni operai, durante lo scavo, ritrovarono una grotta, con un'immagine della Madonna sullo sfondo. L'immagtine fu asportata e portata in superficie sull'altare centrale del Santuario, dove oggi è ancora visibile.
La Scamiciata è la rievocazione storica che si tiene a Fasano (BR) in memoria della vittoria ottenuta sui turchi ottomani il 2 giugno 1678. In questa data, infatti, dopo decenni di scorrerie turchesche subite in paziente rassegnazione, i fasanesi sconfissero definitivamente i turchi in una battaglia campale sotto le mura della città.

## Caratteristiche

### La manifestazione nel passato
A ricordo e celebrazione di quella vittoria, nei secoli passati, si organizzava un "torneo popolare" in occasione della festa della Protettrice, la Madonna di Pozzo Faceto, secondo un preciso rituale. Sul loggiato del Comune veniva innalzato un drappo con l'immagine della Vergine, sotto cui si arruolavano numerosi giovani della Città come una Crociata. Dopo un pellegrinaggio al santuario di Pozzo Faceto, quasi una veglia d'armi, nel giorno della Solennità, verso sera, in Largo Fogge, si svolgeva lo spettacolo della battaglia tra Turchi e Fasanesi, e questi, conseguita la vittoria trascinavano i nemici in catene, sotto la bandiera della Vergine, e sfilavano in corteo, detto "La Scamiciata", per le vie di Fasano.
Questa consuetudine, verso la metà del XIX secolo venne in disuso perché non erano più attuali le motivazioni che l'avevano fatta nascere e l'avevano tenuta in vita.

### La manifestazione oggi
Nel 1978, in occasione del terzo centenario della vittoria sui Turchi, alcuni cittadini, quasi tutti giovani, ricchi di esperienza fatta nel gruppo folcloristico, hanno ripreso la tradizione, costituendo il "Comitato per il Giugno Fasanese", riproponendola in termini e con un taglio aderente al gusto e alla sensibilità dell'uomo d'oggi. È nato così il Corteo Storico, a rappresentare il momento de trionfo dei Fasanesi dopo la battaglia.
Apre la sfilata il gruppo di sbandieratori, con trombe, tamburi e bandiere; seguono i gruppi che rappresentano le famiglie nobili dell'epoca: ogni gruppo è preceduto dallo stendardo con lo stemma della rispettiva famiglia; alcuni giovani, sempre in costume, sfilano a cavallo; seguono poi, le autorità civili, religiose e militari del tempo nelle loro uniformi, a bordo di carrozze d'epoca, tirate da cavalli. Vengono dietro gli armati, gli alabardieri, tra cui avanzano i Turchi, e infine il popolo nel suo tipico costume tradizionale che esegue canti e danze intorno alla barca del trionfo.
Il corteo sfila tra le vie principali della città, finché, giunto in Piazza Ciaia, si ferma ed il giovane che impersona il General Sindaco, fa alla Madonna, davanti alla sacra immagine esposta in piazza, l'offerta delle chiavi della Città.